# リック・ベンジャミン

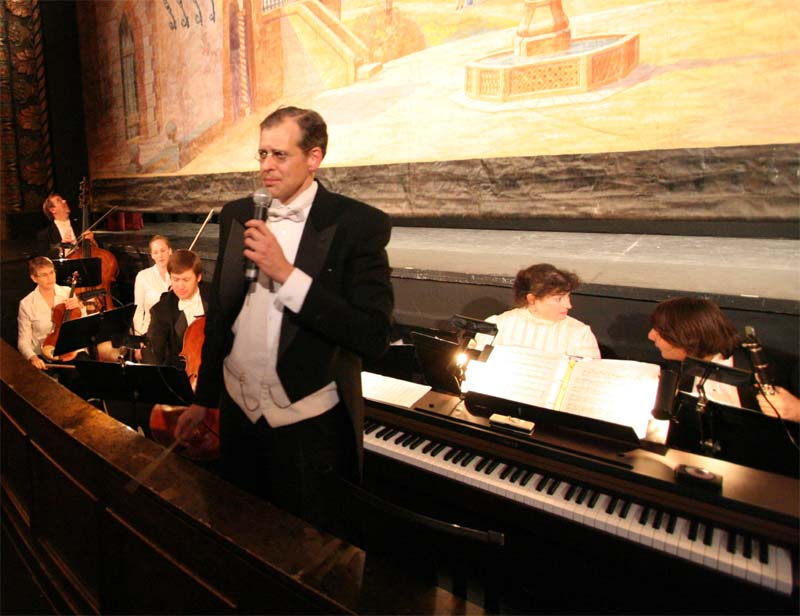
パラゴン・ラグタイム・オーケストラ楽団とリック・ベンジャミン2008年10月4日、オクラホマ州ポンカ・シティにて

リック・ベンジャミン（Rick Benjamin）は、アメリカ合衆国の指揮者、音楽研究家、ピアニスト、チューバ奏者、編曲家。 

## Early Interest in Ragtime Music
1970年頃、ベンジャミンが8歳のときに、祖父母の家で1917年製の蓄音機を発見。その曲で聴いた曲は当時の音楽とは違い、心に残ったという。この音楽の興味が、後にラグタイムヘの興味へと発展していった。
ジュリアード音楽院へ入学。チューバを演奏する予定だったが、歯が折れ、演奏出来なくなったため、アーサー・プライヤーなどの音楽家に関する論文を書くことにした。
後にグラミー賞受賞者のThomas_Frostや、教師のヴィンセント・パーシケッティなどに影響を与えた。
現在はチューバ演奏も行っている。

## Musical Activities

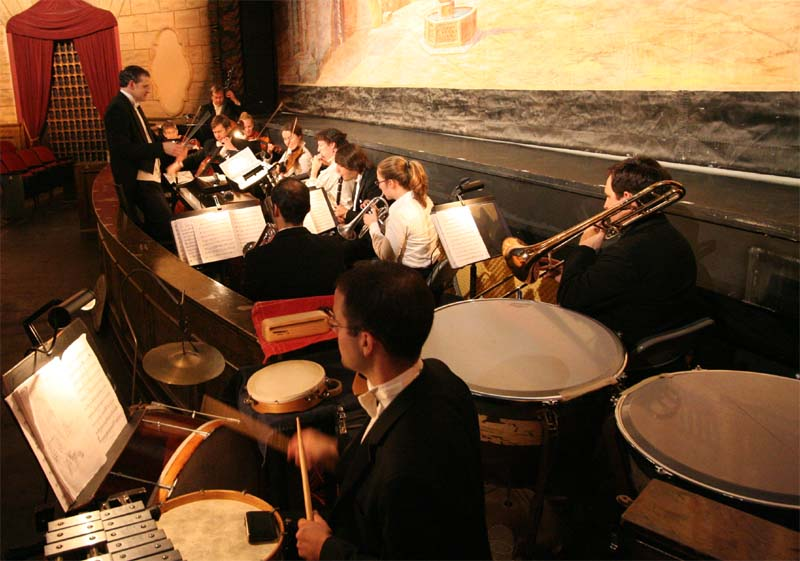
ベンジャミンとパラゴン・ラグタイム・オーケストラ楽団

## Composition of Benjamin's Paragon Ragtime Orchestra

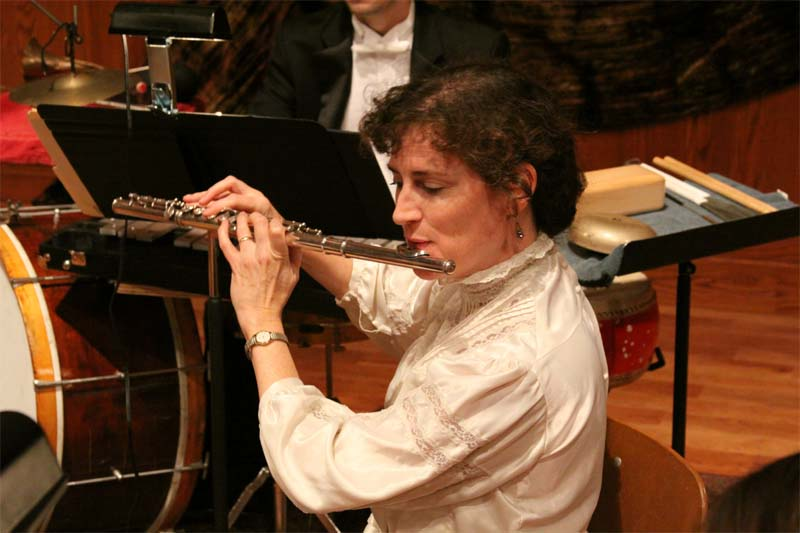
パラゴン・ラグタイム・オーケストラのフルートとピッコロを演奏するレスリー・カレン。

## Discography

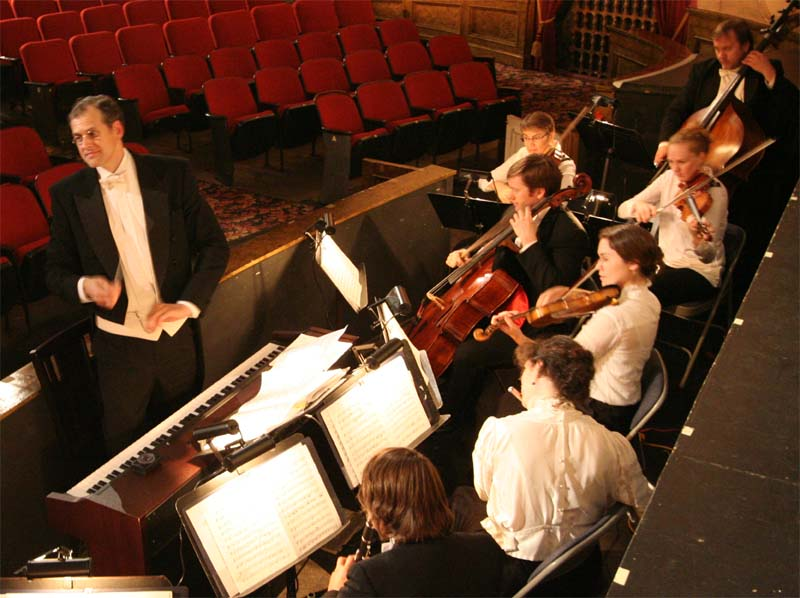
ベンジャミンとパラゴン・ラグタイム・オーケストラ楽団

- You're A Grand Old Rag: George M. Cohan
- From Barrelhouse To Broadway: The Music Of Joe Jordan[3]
- The Paragon Ragtime Orchestra (Finally) Plays 'The Entertainer'[3]
- Black Manhattan: Music Of The Famous 'Clef Club'[3]
- 'Round The Christmas Tree[3]
- More Candy[3]
- On The Level...Songs Of Vaudeville & Tin Pan Alley[3]
- Knockout Drops[3]
- That Demon Rag![3]
- The Whistler And His Dog[3]
- On The Boardwalk[3]
- Midnight Frolic

## Videography
- Paragon's Mark of Zorro starring Douglas Fairbanks
- Paragon's Charlie Chaplin Moving Picture Show[3]
- The Deserter (2004)[4]
- The Forgotten Films of Roscoe "Fatty" Arbuckle (2005)